# Prva slovenska nogometna liga 2017-2018
La Prva slovenska nogometna liga 2017-2018 (in lingua italiana: Primo campionato calcistico sloveno 2017-2018), detta anche Prva liga Telekom Slovenije 2017-2018 per motivi di sponsorizzazione, abbreviata in 1. SNL 2017-2018, è stata la ventisettesima edizione della massima serie del campionato di calcio sloveno, disputata tra il 15 luglio 2017 e il 27 maggio 2018 e conclusa con la vittoria dell'Olimpia Lubiana, al suo secondo titolo.
Capocannoniere del torneo fu Luka Zahovič (Maribor), con 18 reti.
Nel ranking UEFA 2017-18, la 1. SNL si piazzò al 20º posto (30º nel quinquennale 2013-2018).

## Stagione

### Novità
Al termine della stagione precedente il Radomlje, ultimo classificato, è stato retrocesso in 2. SNL assieme al Koper che non ha ottenuto la licenza. È stato promosso in 1. SNL il Triglav, classificatosi al primo posto in 2. SNL 2016-2017 e anche l'Ankaran Hrvatinij vincente dello spareggio salvezza-promozione.

### Formula
Le squadre partecipanti sono dieci e disputano un doppio girone di andata e ritorno per un totale di 36 partite.

La squadra campione di Slovenia è ammessa al secondo turno di qualificazione della UEFA Champions League 2018-2019.

Le squadre classificate al secondo e terzo posto, così come la vincitrice della coppa nazionale, sono ammesse al primo turno di qualificazione della UEFA Europa League 2018-2019.

La penultima classificata disputa uno spareggio promozione-retrocessione contro la seconda classificata della 2. SNL mentre l'ultima classificata retrocede direttamente in 2. SNL.

## Squadre partecipanti
| Club             | Città       | Stadio                      | Stagione precedente  |
| ---------------- | ----------- | --------------------------- | -------------------- |
| Aluminij         | Kidričevo   | Kidričevo Športni Park      | 9º posto in 1. SNL   |
| Ankaran Hrvatini | Ancarano    | ŠRC Katarina                | 2º posto in 2. SNL   |
| Celje            | Celje       | Arena Petrol                | 5º posto in 1. SNL   |
| Domžale          | Domžale     | Domžale Sports Park         | 4º posto in 1. SNL   |
| Gorica           | Nova Gorica | Športni Park                | 2º posto in 1. SNL   |
| Krško            | Krško       | Matije Gubca                | 8º posto in 1. SNL   |
| Maribor          | Maribor     | Ljudski vrt                 | Campione di Slovenia |
| Olimpia Lubiana  | Lubiana     | Stadio Stožice              | 3º posto in 1. SNL   |
| Rudar Velenje    | Velenje     | Stadio municipale Ob Jezeru | 7º posto in 1. SNL   |
| Triglav          | Kranj       | Štadion Stanka Mlakarja     | 1º posto in 2. SNL   |

## Classifica
Fonte: sito ufficiale
|                     | Pos. | Squadra          | Pt | G  | V  | N  | P  | GF | GS | DR  |
| ------------------- | ---- | ---------------- | -- | -- | -- | -- | -- | -- | -- | --- |
| Slovenia (bandiera) | 1.   | Olimpia Lubiana  | 80 | 36 | 23 | 11 | 2  | 61 | 17 | +44 |
|                     | 2.   | Maribor          | 80 | 36 | 24 | 8  | 4  | 76 | 28 | +48 |
|                     | 3.   | Domžale          | 73 | 36 | 22 | 7  | 7  | 79 | 31 | +48 |
|                     | 4.   | Rudar Velenje    | 50 | 36 | 15 | 5  | 16 | 50 | 49 | +1  |
|                     | 5.   | Celje            | 50 | 36 | 14 | 8  | 14 | 56 | 51 | +5  |
|                     | 6.   | Gorica           | 47 | 36 | 14 | 5  | 17 | 40 | 48 | -8  |
|                     | 7.   | Krško            | 34 | 36 | 9  | 7  | 20 | 36 | 61 | -25 |
|                     | 8.   | Aluminij         | 33 | 36 | 8  | 9  | 19 | 40 | 63 | -23 |
|                     | 9.   | Triglav          | 28 | 36 | 7  | 7  | 22 | 29 | 68 | -39 |
|                     | 10.  | Ankaran Hrvatini | 26 | 36 | 5  | 11 | 20 | 33 | 84 | -51 |

Legenda:
      Campione di Slovenia e ammessa alla UEFA Champions League 2018-2019
      Ammesse al primo turno di UEFA Europa League 2018-2019
 Ammessa allo spareggio promozione-retrocessione
      Retrocessa in 2. SNL 2018-2019
Note:
Tre punti a vittoria, uno a pareggio, zero a sconfitta.
La classifica viene stilata secondo i seguenti criteri:
- Punti conquistati
- Punti conquistati negli scontri diretti
- Differenza reti negli scontri diretti
- Reti realizzate negli scontri diretti
- Differenza reti generale
- Reti totali realizzate

## Risultati

### Tabellone

#### Prima fase
|                  | Alu  | AnH  | Cel  | Dom  | Gor  | Krš  | Mar  | Oli  | Rud  | Tri  |
| ---------------- | ---- | ---- | ---- | ---- | ---- | ---- | ---- | ---- | ---- | ---- |
| Aluminij         | –––– | 1-1  | 2-2  | 0-1  | 0-3  | 4-2  | 2-3  | 1-2  | 0-2  | 2-0  |
| Ankaran Hrvatini | 1-1  | –––– | 1-2  | 1-3  | 0-2  | 1-1  | 1-5  | 1-3  | 0-3  | 0-0  |
| Celje            | 1-2  | 4-1  | –––– | 1-1  | 1-0  | 0-0  | 2-1  | 0-0  | 2-1  | 1-1  |
| Domžale          | 2-2  | 6-0  | 4-0  | –––– | 1-1  | 1-0  | 0-1  | 1-0  | 0-1  | 6-1  |
| Gorica           | 1-0  | 2-2  | 2-1  | 1-3  | –––– | 2-1  | 0-3  | 0-2  | 1-0  | 0-3  |
| Krško            | 2-0  | 2-2  | 3-1  | 4-2  | 2-1  | –––– | 0-5  | 2-4  | 0-3  | 1-1  |
| Maribor          | 1-0  | 1-0  | 0-0  | 0-0  | 2-1  | 3-2  | –––– | 1-0  | 1-0  | 0-0  |
| Olimpia Lubiana  | 4-0  | 1-0  | 3-1  | 1-0  | 2-1  | 1-0  | 0-0  | –––– | 4-0  | 3-0  |
| Rudar Velenje    | 0-0  | 3-1  | 2-1  | 2-1  | 2-0  | 0-1  | 1-2  | 0-0  | –––– | 1-2  |
| Triglav          | 0-3  | 1-3  | 0-2  | 0-1  | 1-3  | 3-1  | 2-3  | 0-0  | 1-2  | –––– |

#### Seconda fase
|                  | Alu  | AnH  | Cel  | Dom  | Gor  | Krš  | Mar  | Oli  | Rud  | Tri  |
| ---------------- | ---- | ---- | ---- | ---- | ---- | ---- | ---- | ---- | ---- | ---- |
| Aluminij         | –––– | 1-1  | 1-2  | 1-2  | 1-0  | 1-1  | 0-2  | 0-2  | 1-3  | 3-1  |
| Ankaran Hrvatini | 2-1  | –––– | 0-2  | 0-4  | 0-2  | 0-0  | 0-3  | 0-3  | 3-2  | 2-0  |
| Celje            | 2-2  | 7-1  | –––– | 2-1  | 2-0  | 5-0  | 0-4  | 1-1  | 1-3  | 5-2  |
| Domžale          | 6-1  | 4-0  | 1-0  | –––– | 3-0  | 3-1  | 1-1  | 1-1  | 3-0  | 3-0  |
| Gorica           | 1-0  | 4-1  | 3-0  | 4-1  | –––– | 2-0  | 0-6  | 0-1  | 1-1  | 0-2  |
| Krško            | 1-2  | 1-1  | 0-1  | 1-2  | 1-0  | –––– | 1-2  | 0-1  | 1-0  | 2-0  |
| Maribor          | 0-0  | 5-1  | 3-2  | 1-2  | 2-0  | 0-2  | –––– | 2-3  | 2-2  | 2-1  |
| Olimpia Lubiana  | 5-1  | 0-0  | 2-1  | 1-1  | 0-0  | 2-0  | 1-1  | –––– | 4-0  | 2-0  |
| Rudar Velenje    | 4-2  | 2-3  | 2-1  | 1-4  | 0-1  | 3-0  | 1-3  | 1-1  | –––– | 0-1  |
| Triglav          | 0-2  | 2-2  | 1-0  | 0-4  | 1-1  | 2-0  | 0-5  | 0-1  | 0-2  | –––– |

## Spareggio promozione-retrocessione
Lo spareggio si gioca tra la 9ª classificata in 1. SNL e la 2ª classificata in 2. SNL (Drava Ptuj).
|            | Risultati |            | Luogo e data         |  |
| ---------- | --------- | ---------- | -------------------- |  |
| Drava Ptuj | 1−2       | Triglav    | Ptuj, 2 giugno 2018  |  |
| Triglav    | 4−2       | Drava Ptuj | Kranj, 6 giugno 2018 |  |

## Statistiche

### Classifica marcatori
| Gol |  |  | Giocatore       | Squadra         |
| --- |  |  | --------------- | --------------- |
| 18  |  |  | Luka Zahovič    | Maribor         |
| 16  |  |  | Matej Poplatnik | Triglav         |
| 16  |  |  | Marcos Tavares  | Maribor         |
| 13  |  |  | Lovro Bizjak    | Domžale         |
| 12  |  |  | Miljan Škrbić   | Krško           |
| 11  |  |  | Dominik Radić   | Rudar Velenje   |
| 11  |  |  | Rudi Vancaš     | Celje           |
| 10  |  |  | Ricardo Alves   | Olimpia Lubiana |